# Боска
Боска је робна кућа која се налази у центру Бањалуке. Била је једна од највећих робних кућа у Југославији. Власник 58 одсто робне куће од 2009. је београдски конзорцијум Зекстра-Делта, док је власник 42 одсто Влада Републике Српске.

## Положај
Робна кућа Боска се налази у самом центру Бање Луке на Тргу Крајине. Када је 1969. године Бањалуку погодио земљотрес, епицентар је био на мјесту гдје се данас налази зграда робне куће Боска. Робна кућа заузима простор од 11.500 m².

## Историја
Након што је Бањалуку 1969. године погодио земљотрес, обнова града је трајала више година. На простору данашње Боске некада се налазила зграда "Титаник" која је тешко оштећена у земљотресу након чега је срушена. Усљед чињенице да се је у питању простор од великог значаја за град, расписан је јавни конкурс за архитектонско-урбанистичко рјешење центра града, а у складу са смјерницама Урбанистичког плана из 1971. године. Прву награду добила је група загребачких архитеката коју су чилили Љерка Лулић, Велимир Најдхарт и Јасна Носо, по чијем рјешењу је изграђен центар града, а саставни дио рјешења су поред Боске били и Дом солидарности и доградња хотела "Палас", а која није реализована.
Боска је отворена 1978. године, као једна од највећих робних кућа у Југославији и до посљедњег рата била је највећа робна кућа на простору Босне и Херцеговине. 
Робна кућа Боска је 2008. године била пред економским колапсом, након чега је приватизована посредством Владе Републике Српске. Оквирни уговор о продаји 58 одсто Боске, између Владе Републике Српске и компаније Делта, је потписан 3. октобра 2008. године. Док је Влада Републике Српске тек 14. маја 2009. дала сагласност за анекс Уговора о продаји 58 одсто акција државног капитала у власништву Републике Српске. Реконструкција простора које је коштало око 15. милиона евра, је трајало четрири мјесеца током 2010. године, а свечано је отворена тачно у подне на дан 11. новембар 2010. Обновљену робну кућу Босна су свечано отворили председник Републике Српске Милорад Додик, и власник компаније Делта Мирослав Мишковић.
У реновираној Робној кући „Боска“ у Бањалуци нашло се 27 радњи, међу којима и познати свјетски брендови „New Yorker“, „Lindex“, „Ulla Popken“, „Parfois“ и „Peakocks“. У обновљеном пословном простору, површине 11.500 m², запослено је 150 радника у 27 радњи. Друга фаза реконструкције и проширења понуде заказана је за прољеће 2011. године.

## Архитектура
Робна кућа је по отварању имала простор од око 13.000 m². Својим снажним архитектонским изразом, тада савременим рјешењима ентеријера и успјешним уједињењем различитих функција зграда је означила је нова кретања у архитектури и организацији савремене трговине робом на мало.
Приземље према тргу је у потпуности остакљено, а на спратовима су присутне пуне зидне површине од натур-бетона са наглашеном структуром и додатком црвене боје, а цијела завршна етажа је обложена косим плочама од бакарног лима са израженим вертикалним спојевима.
У подруму се и данас налазе биоскоп, супермаркет, угоститељски садржаји и ноћни клубови, док су на осталим спратовима били распоређени одјели различите робе - играчака, конфекције, намјештаја, бијеле технике и слично, а данас су простори спратова подијељени на више одвојених пословних простора, као у савременим трговачким центрима. На првом спрату некада се налазила кафана са пространом терасом и лифтовским приступом из подрума, који данас више не постоји.